# Wijttenbachstraat

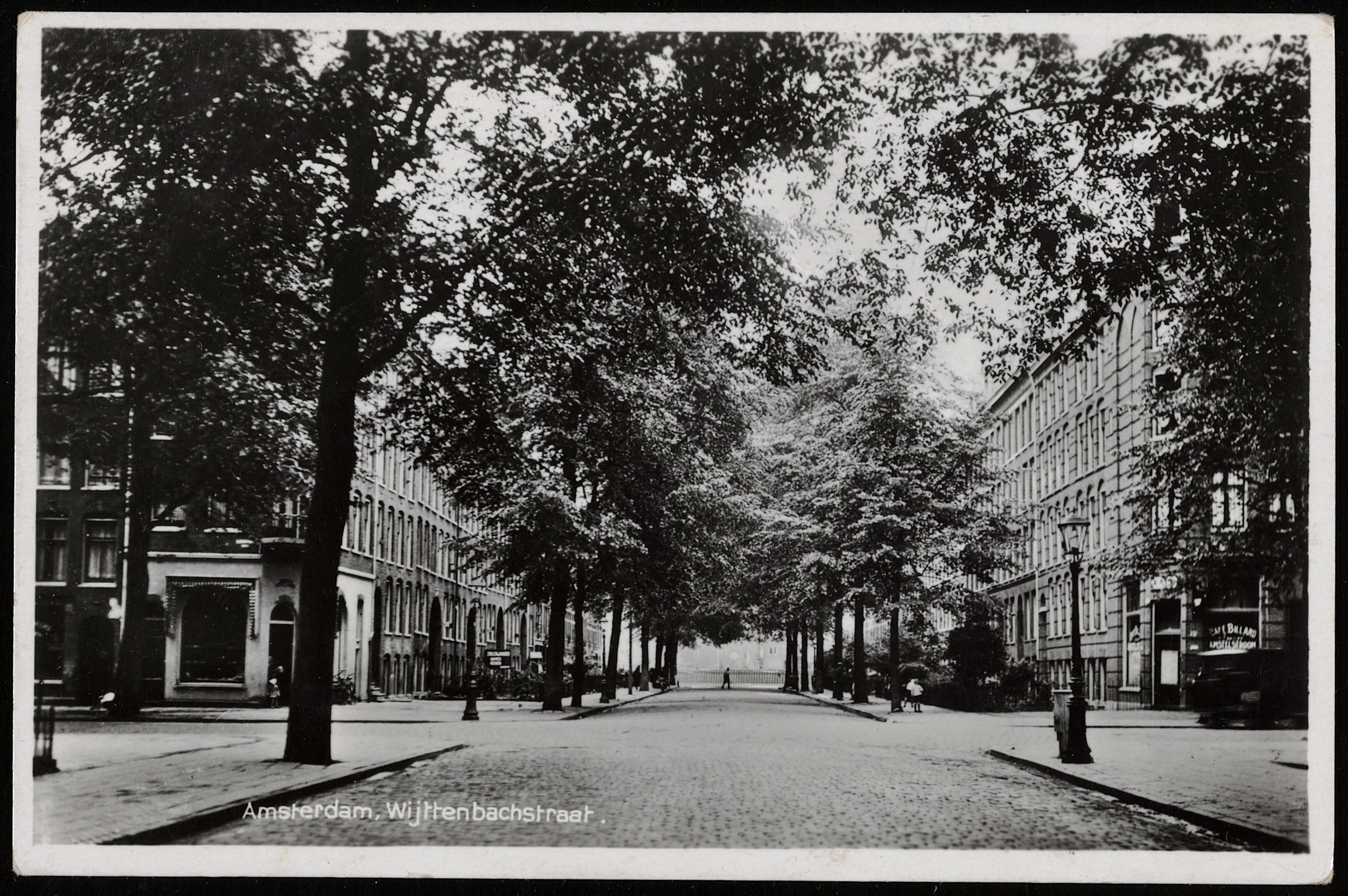
Wijttenbachstraat, kruising Dapperstraat (1930)

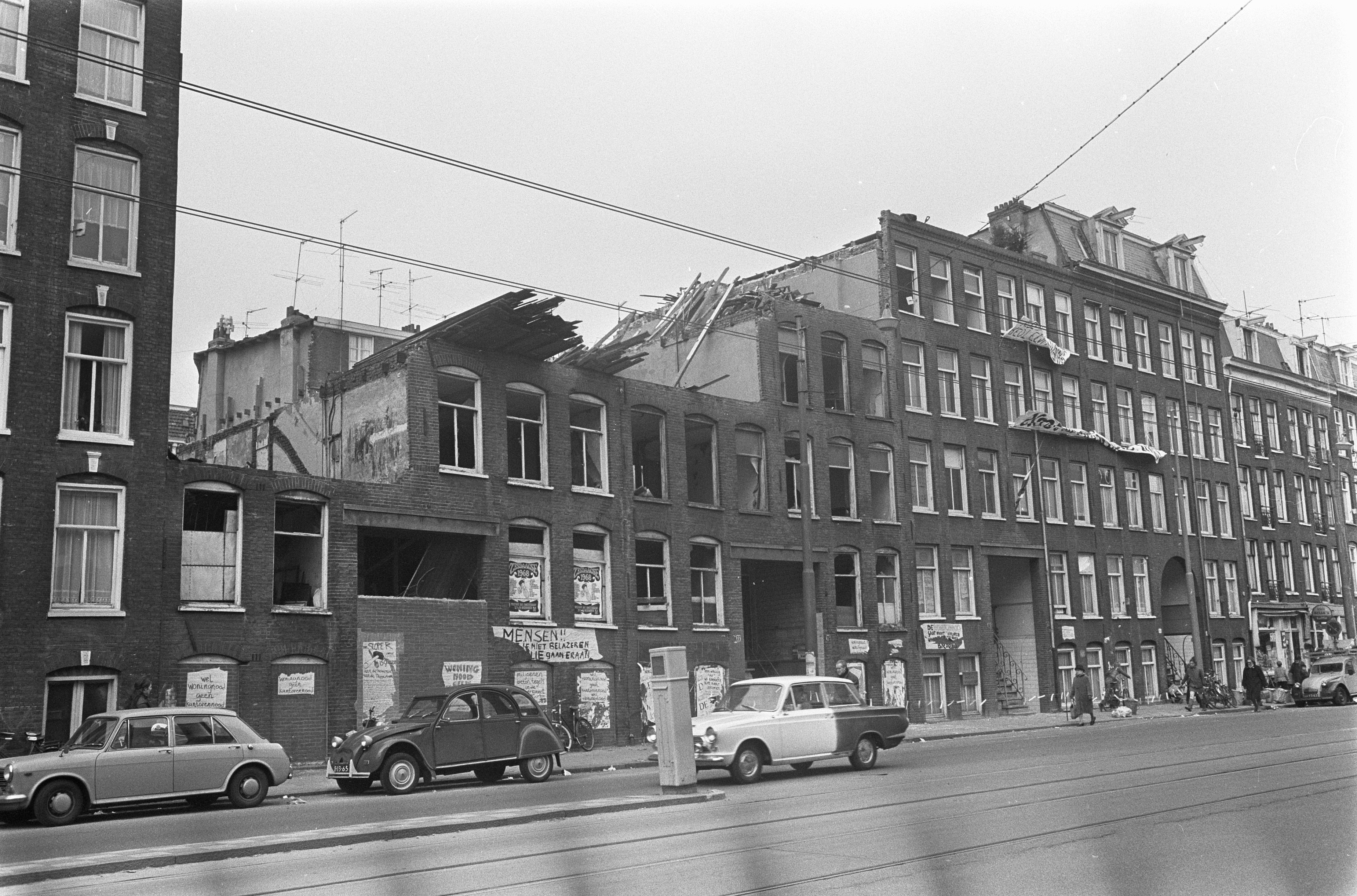
Afbraak (1969)

De Wijttenbachstraat is een straat in de Dapperbuurt in Amsterdam-Oost, tussen de hoek Oosterpark-Linnaeusstraat en het spoorviaduct bij de Pontanusstraat. De straat is aangelegd in de jaren 1880 en kreeg zijn naam in 1882, naar de achttiende-eeuwse hoogleraar Daniël Wyttenbach. De eerste woningen in de straat zijn gebouwd voor de officieren in de nabijgelegen Oranje-Nassaukazerne. 
Tussen de Dapperstraat en het spoorviaduct zijn sommige van de oorspronkelijke woningen al in de jaren 1960 en 1970 gesloopt omdat ze te slecht en te klein werden bevonden (foto). Door planmatige stadsvernieuwing is, zoals in de hele Dapperbuurt, een groot deel van de negentiende-eeuwse bebouwing sinds de jaren 1980 vervangen door nieuwbouw. In het gedeelte van het Oosterpark tot de Dapperstraat staan nog oorspronkelijke panden, sommige daarvan zijn opgeknapt. 

## Vervoer
De Wijttenbachstraat liep aanvankelijk dood tegen de spoorlijn Amsterdam-Utrecht (foto). Deze  is in de jaren 1930 op een dijk gelegd met in het verlengde van de Wijttenbachstraat een serie viaducten naar de Insulindeweg in de Indische Buurt. Sindsdien is de straat naast de Eerste Van Swindenstraat de belangrijkste oost-west lopende hoofdstraat van de Dapperbuurt. Nadat ten zuiden ervan in 1939 het nieuwe Muiderpoortstation werd geopend, zijn tramrails gelegd in de straat. Lijn 6 werd vanaf het Oosterpark via de Wijttenbachstraat verlengd naar het nieuwe station. Tussen 1940 en 1955 reed lijn 11 door de straat naar de Insulindeweg. Vanaf 1945 nam lijn 3 de plaats in van lijn 6. Sinds 1980 hebben ook de lijnen 6, 10 en 14 enige tijd door deze straat gereden. Van 2004-2018 reed lijn 7 (naast lijn 3) door de Wijttenbachstraat en sinds 2018 lijn 1. Door de straat rijden voorts buslijn 37 en vroege ochtendbus 245 naar Schiphol.
De straat is een belangrijke verkeersweg, na 1957 enige tijd zelfs rijksweg, deel van de N10, de voorloper van de huidige Ring A10. Die liep van de Europaboulevard via de Berlagebrug, de Gooiseweg, de Kamerlingh Onneslaan en de Middenweg/Linnaeusstraat door de Wijttenbachstraat en verder naar de Insulindeweg en de Amsterdamse- en Schellingwouderbruggen. Anno 2024 is de straat, met vrijliggende fietspaden, nog steeds een drukke verkeersroute tussen de Oosterparkbuurt en de Indische Buurt. De Wijttenbachstraat kruist de Dapperstraat, waar de Dappermarkt wordt gehouden. 